# Campania
Campania este o regiune din Italia de sud, la Marea Tireniană, la sud de Lazio.
Numele vine direct din latină, așa cum era spus de Romani, Campania felix (pământ norocos).

## Geografia

### Orașe
Capitala sa este Napoli. Alte orașe: Salerno, Caserta, Benevento,  Avellino.

### Provincie
- Avellino (AV)
- Benevento (BN)
- Caserta (CE)
- Napoli (NA)
- Salerno (SA)